# Макгенрі Тауншип (округ Лайкомінг, Пенсільванія)
Макгенрі Тауншип (англ. McHenry Township) — селище (англ. township) в США, в окрузі Лайкомінг штату Пенсільванія. Населення — 122 особи (2020).

## Демографія
Згідно з переписом 2010 року, у селищі мешкали 143 особи в 71 домогосподарстві у складі 39 родин. Було 500 помешкань
Расовий склад населення:
| - 96,5 % — білих - 2,1 % — корінних американців |

До двох чи більше рас належало 1,4 %. Частка іспаномовних становила 1,4 % від усіх жителів.
За віковим діапазоном населення розподілялося таким чином: 16,8 % — особи молодші 18 років, 51,0 % — особи у віці 18—64 років, 32,2 % — особи у віці 65 років та старші. Медіана віку мешканця становила 55,4 року. На 100 осіб жіночої статі у селищі припадало 107,2 чоловіків;  на 100 жінок у віці від 18 років та старших — 105,2 чоловіків також старших 18 років.
Середній дохід на одне домашнє господарство  становив 64 226 доларів США (медіана — 65 000), а середній дохід на одну сім'ю — 87 128 доларів (медіана — 86 250). Медіана доходів становила 51 071 долар для чоловіків та 37 250 доларів для жінок. За межею бідності перебувало 4,1 % осіб, у тому числі 0,0 % дітей у віці до 18 років та 0,0 % осіб у віці 65 років та старших.
Цивільне працевлаштоване населення становило 48 осіб. Основні галузі зайнятості: роздрібна торгівля — 18,8 %, будівництво — 14,6 %, виробництво — 12,5 %.